# Kazimierz Plocke
Kazimierz Florian Plocke (Domatowo, 3 de Maio de 1958) é um político da Polónia. Ele foi eleito para a Sejm em 25 de Setembro de 2005 com 9579 votos em 26 no distrito de Gdynia, candidato pelas listas do partido Platforma Obywatelska.
Ele também foi membro da Sejm 2001-2005, Sejm 2005-2007, Sejm 2007-2011, Sejm 2011-2015, Sejm 2015-2019, Sejm 2019-2023, Sejm 2023-2027.